# Zagnańsk (gromada)
Zagnańsk – dawna gromada, czyli najmniejsza jednostka podziału terytorialnego Polskiej Rzeczypospolitej Ludowej w latach 1954–1972.
Gromady, z gromadzkimi radami narodowymi (GRN) jako organami władzy najniższego stopnia na wsi, funkcjonowały od reformy reorganizującej administrację wiejską przeprowadzonej jesienią 1954 do momentu ich zniesienia z dniem 1 stycznia 1973, tym samym wypierając organizację gminną w latach 1954–1972.
Gromadę Zagnańsk z siedzibą GRN w Zagnańsku utworzono – jako jedną z 8759 gromad na obszarze Polski – w powiecie kieleckim w woj. kieleckim, na mocy uchwały nr 13c/54 WRN w Kielcach z dnia 29 września 1954. W skład jednostki weszły obszary dotychczasowych gromad Kaniów, Bartków, Zachełmie i Zagnańsk oraz wieś Goleniawy z dotychczasowej gromady Janaszów ze zniesionej gminy Samsonów w tymże powiecie. Dla gromady ustalono 27 członków gromadzkiej rady narodowej.
29 lutego 1956 do gromady Zagnańsk przyłączono oddziały Nr Nr 92–94, 97–99, 102–108, 111–117, 120–135, 137–139, 142–146 i 154–157 nadleśnictwa Samsonów z gromady Gózd Zaszosie w tymże powiecie.
1 stycznia 1959 do gromady Zagnańsk przyłączono wieś Belno z gromady Gózd Zaszosie w tymże powiecie.
31 grudnia 1959 do gromady Zagnańsk przyłączono wieś Ścięgno z gromady Kajetanów.
31 grudnia 1961 do gromady Zagnańsk przyłączono wsie Jaworze, Siodła, Gruszka i Lekomin ze znoszonej gromady Kajetanów, przemianowanej równocześnie na gromada Wiśniówka.
Gromada przetrwała do końca 1972 roku, czyli do kolejnej reformy gminnej. Na okres czterech lat Zagnańsk utracił funkcje administracyjne, do których jednak powrócił z dniem 1 stycznia 1977 kiedy to powstała gmina Zagnańsk.